# Monanthes tilophila
Monanthes tilophila är en fetbladsväxtart som först beskrevs av Carl August Bolle, och fick sitt nu gällande namn av Konrad Hermann Christ. Monanthes tilophila ingår i släktet Monanthes och familjen fetbladsväxter. Utöver nominatformen finns också underarten M. t. chamorgensis.